# Beňadovo
Beňadovo es un municipio del distrito de Námestovo en la región de Žilina, Eslovaquia, con una población estimada a final del año 2024 de 973 habitantes.
Se encuentra ubicado al norte de la región, cerca del curso alto del río Váh (cuenca hidrográfica del Danubio), de los montes Tatras y de la frontera con Polonia.

## Demografía
| Año        | 1994 | 2004     | 2014     | 2024     |
| ---------- | ---- | -------- | -------- | -------- |
| Población  | 655  | 730      | 810      | 973      |
| Diferencia |      | +11,45 % | +10,95 % | +20,12 % |

| Año        | 2023 | 2024    |
| ---------- | ---- | ------- |
| Población  | 963  | 973     |
| Diferencia |      | +1,03 % |